# Premier League 1998/1999
Soutěžní ročník Premier League 1998/99 byl 7. ročníkem Premier League, tedy anglické nejvyšší fotbalové ligy. Soutěž byla započata 15. srpna 1998 a poslední kolo se odehrálo 16. května 1999. Liga se skládala z 20 klubů. 
Arsenal obhajoval titul z minulé sezóny. Mistrem v sezóně 1998/99 se ale stal Manchester United, který získal již 5. titul v Premier League. Manchester United ovládl také FA Cup a Ligu mistrů a získali tak treble.
Na druhé příčce skončil obhájce titulu, londýnský Arsenal, který získal 78 bodů a na první United tak ztrácel 1 bod.

## Složení ligy v ročníku 1998/99
Soutěže se účastnilo 20 celků. K prvním sedmnácti z minulého ročníku se připojili nováčci Nottingham Forest a Middlesbrough, kteří si účast zajistili již v základní části předcházejícího ročníku Football League First Division, a Charlton Athletic, ten si účast vybojoval vítězstvím v play off. Opačným směrem putovala mužstva Boltonu Wanderers, Barnsley a Crystal Palace.
| Klub                | 1997/98          | Město               | Stadión              |
| ------------------- | ---------------- | ------------------- | -------------------- |
| Arsenal             | Zlatá medaile    | Londýn              | Arsenal Stadium      |
| Manchester United   | Stříbrná medaile | Manchester          | Old Trafford         |
| Liverpool           | Bronzová medaile | Liverpool           | Anfield              |
| Chelsea             | 4.               | Londýn              | Stamford Bridge      |
| Leeds United        | 5.               | Leeds               | Elland Road          |
| Blackburn Rovers    | 6.               | Blackburn           | Ewood Park           |
| Aston Villa         | 7.               | Birmingham          | Villa Park           |
| West Ham United     | 8.               | Londýn              | Boleyn Ground        |
| Derby County        | 9.               | Derby               | Pride Park Stadium   |
| Leicester City      | 10.              | Leicester           | Filbert Street       |
| Coventry City       | 11.              | Coventry            | Highfield Road       |
| Southampton         | 12.              | Southampton         | The Dell             |
| Newcastle United    | 13.              | Newcastle upon Tyne | St James' Park       |
| Tottenham Hotspur   | 14.              | Londýn              | White Hart Lane      |
| Wimbledon           | 15.              | Londýn              | Selhurst Park        |
| Sheffield Wednesday | 16.              | Sheffield           | Hillsborough Stadium |
| Everton             | 17.              | Liverpool           | Goodison Park        |
| Nottingham Forest   | First Division   | Nottingham          | City Ground          |
| Middlesbrough       | First Division   | Middlesbrough       | Riverside Stadium    |
| Charlton Athletic   | First Division   | Londýn              | The Valley           |

### Realizační týmy a dresy
| Klub                | Trenér                              | Kapitán          | Výrobce dresu  | Sponzor dresu       |
| ------------------- | ----------------------------------- | ---------------- | -------------- | ------------------- |
| Arsenal             | Arsène Wenger                       | Tony Adams       | Nike           | JVC                 |
| Aston Villa         | John Gregory                        | Gareth Southgate | Reebok         | LDV Vans            |
| Blackburn Rovers    | Brian Kidd                          | Garry Flitcroft  | Uhlsport       | CIS                 |
| Charlton Athletic   | Alan Curbishley                     | Mark Kinsella    | Le Coq Sportif | Mesh Computers      |
| Chelsea             | Gianluca Vialli                     | Dennis Wise      | Umbro          | Autoglass           |
| Coventry City       | Gordon Strachan                     | Gary McAllister  | Le Coq Sportif | Subaru              |
| Derby County        | Jim Smith                           | Igor Štimac      | Puma           | EDS                 |
| Everton             | Walter Smith                        | Dave Watson      | Umbro          | One2One             |
| Leeds United        | David O'Leary                       | Lucas Radebe     | Puma           | Packard Bell        |
| Leicester City      | Martin O'Neill                      | Steve Walsh      | Fox Leisure    | Walkers             |
| Liverpool           | Gérard Houllier                     | Paul Ince        | Reebok         | Carlsberg           |
| Manchester United   | Alex Ferguson                       | Roy Keane        | Umbro          | Sharp               |
| Middlesbrough       | Bryan Robson                        | Andy Townsend    | Erreà          | Cellnet             |
| Newcastle United    | Ruud Gullit                         | Alan Shearer     | Adidas         | Newcastle Brown Ale |
| Nottingham Forest   | Ron Atkinson                        | Steve Chettle    | Umbro          | Pinnacle Insurance  |
| Sheffield Wednesday | Danny Wilson                        | Peter Atherton   | Puma           | Sanderson           |
| Southampton         | Dave Jones                          | Matt Le Tissier  | Pony           | Sanderson           |
| Tottenham Hotspur   | George Graham                       | Sol Campbell     | Pony           | Hewlett-Packard     |
| West Ham United     | Harry Redknapp                      | Steve Lomas      | Pony           | Dr. Martens         |
| Wimbledon           | Terry Burton Mick Harford (dočasní) | Robbie Earle     | Lotto          | Elonex              |

### Trenérské změny
| Klub                | Odcházející trenér                   | Důvod odchodu        | Datum odchodu      | Pozice v tabulce | Příchozí trenér                      | Datum příchodu     |
| ------------------- | ------------------------------------ | -------------------- | ------------------ | ---------------- | ------------------------------------ | ------------------ |
| Sheffield Wednesday | Ron Atkinson                         | Konec smlouvy        | 17. května 1998    | Před sezónou     | Danny Wilson                         | 6. července 1998   |
| Everton             | Howard Kendall                       | Rezignace            | 1. července 1998   | Před sezónou     | Walter Smith                         | 1. července 1998   |
| Liverpool           | Roy Evans                            | –                    | 1. července 1998   | Před sezónou     | Roy Evans Gérard Houllier (společně) | 1. července 1998   |
| Newcastle United    | Kenny Dalglish                       | Vyhozen              | 27. srpna 1998     | 13. místo        | Ruud Gullit                          | 27. srpna 1998     |
| Tottenham Hotspur   | Christian Gross                      | Vyhozen              | 5. září 1998       | 14. místo        | George Graham                        | 1. října 1998      |
| Leeds United        | George Graham                        | Přesun do Tottenhamu | 1. října 1998      | 7. místo         | David O'Leary                        | 1. října 1998      |
| Liverpool           | Roy Evans Gérard Houllier (společně) | Rezignace            | 12. listopadu 1998 | 11. místo        | Gérard Houllier                      | 12. listopadu 1998 |
| Blackburn Rovers    | Roy Hodgson                          | Vyhozen              | 21. listopadu 1998 | 20. místo        | Brian Kidd                           | 4. prosince 1998   |
| Nottingham Forest   | Dave Bassett                         | Vyhozen              | 5. ledna 1999      | 20. místo        | Ron Atkinson                         | 5. ledna 1999      |
| Wimbledon           | Joe Kinnear                          | Nemoc                | 3. března 1999     | 6. místo         | Terry Burton Mick Harford (dočasní)  | 3. března 1999     |

## Tabulka
| Poř. | Tým                   | Z  | V  | R  | P  | VG | OG | B  |
| ---- | --------------------- | -- | -- | -- | -- | -- | -- | -- |
| 1.   | Manchester United (C) | 38 | 22 | 13 | 3  | 80 | 37 | 79 |
| 2.   | Arsenal               | 38 | 22 | 12 | 4  | 59 | 17 | 78 |
| 3.   | Chelsea               | 38 | 20 | 15 | 3  | 57 | 30 | 75 |
| 4.   | Leeds United          | 38 | 18 | 13 | 7  | 62 | 34 | 67 |
| 5.   | West Ham United       | 38 | 16 | 9  | 13 | 46 | 53 | 57 |
| 6.   | Aston Villa           | 38 | 15 | 10 | 13 | 51 | 46 | 55 |
| 7.   | Liverpool             | 38 | 15 | 9  | 14 | 68 | 49 | 54 |
| 8.   | Derby County          | 38 | 13 | 13 | 12 | 40 | 45 | 52 |
| 9.   | Middlesbrough         | 38 | 12 | 15 | 11 | 48 | 54 | 51 |
| 10.  | Leicester City        | 38 | 12 | 13 | 13 | 40 | 46 | 49 |
| 11.  | Tottenham Hotspur     | 38 | 11 | 14 | 13 | 47 | 50 | 47 |
| 12.  | Sheffield Wednesday   | 38 | 13 | 7  | 18 | 41 | 42 | 46 |
| 13.  | Newcastle United      | 38 | 11 | 13 | 14 | 48 | 54 | 46 |
| 14.  | Everton               | 38 | 11 | 10 | 17 | 42 | 47 | 43 |
| 15.  | Coventry City         | 38 | 11 | 9  | 18 | 39 | 51 | 42 |
| 16.  | Wimbledon             | 38 | 10 | 12 | 16 | 40 | 63 | 42 |
| 17.  | Southampton           | 38 | 11 | 8  | 19 | 37 | 64 | 41 |
| 18.  | Charlton Athletic (R) | 38 | 8  | 12 | 18 | 41 | 56 | 36 |
| 19.  | Blackburn Rovers (R)  | 38 | 7  | 14 | 17 | 38 | 52 | 35 |
| 20.  | Nottingham Forest (R) | 38 | 7  | 9  | 22 | 35 | 69 | 30 |

Pravidla pro klasifikaci: 1) Body; 2) Gólový rozdíl; 3) vstřelené góly
(C) Šampion; (R) Sestupující
|  | Postup do základní skupiny Ligy mistrů   |
|  | Postup do třetího předkola Ligy mistrů   |
|  | Postup do prvního kola Poháru UEFA       |
|  | Sestup do Football League First Division |

Poznámky
1. ↑  Tottenham Hotspur se kvalifikoval do Poháru UEFA díky vítězství v EFL Cupu
2. ↑  Newcastle United se kvalifikoval do Poháru UEFA díky postupu do finále FA Cupu (prohra ve finále s Manchesterem United)

## Statistiky

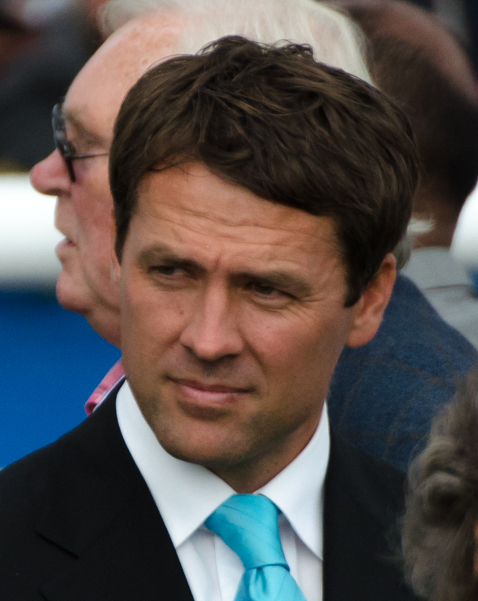
Michael Owen se stal, společně s Jimmym Floydem Hasselbainkem a Dwightem Yorkem, nejlepším střelcem Premier League, a to s 18 góly.

### Střelci

#### Nejlepší střelci
|    | Hráč                    | Klub                          | Góly |
| -- | ----------------------- | ----------------------------- | ---- |
| 1. | Jimmy Floyd Hasselbaink | Leeds United                  | 18   |
| 1. | Michael Owen            | Liverpool                     | 18   |
| 1. | Dwight Yorke            | Aston Villa/Manchester United | 18   |
| 4. | Nicolas Anelka          | Arsenal                       | 17   |
| 4. | Andrew Cole             | Manchester United             | 17   |
| 6. | Hamilton Ricard         | Middlesbrough                 | 15   |
| 7. | Dion Dublin             | Coventry City/Aston Villa     | 14   |
| 7. | Robbie Fowler           | Liverpool                     | 14   |
| 7. | Julian Joachim          | Aston Villa                   | 14   |
| 7. | Alan Shearer            | Newcastle United              | 14   |

#### Hattricky
| Hráč                | Klub              | Soupeř            | Skóre   | Datum              | Ref.   |
| ------------------- | ----------------- | ----------------- | ------- | ------------------ | ------ |
| Clive Mendonca      | Charlton Athletic | Southampton       | 5:0 (D) | 22. srpna 1998     | [ 2 ]  |
| Michael Owen        | Liverpool         | Newcastle United  | 4:1 (H) | 30. srpna 1998     | [ 3 ]  |
| Michael Owen4       | Liverpool         | Nottingham Forest | 5:1 (D) | 24. října 1998     | [ 4 ]  |
| Dion Dublin         | Aston Villa       | Leicester City    | 4:1 (H) | 14. listopadu 1998 | [ 5 ]  |
| Robbie Fowler       | Liverpool         | Aston Villa       | 4:2 (H) | 21. listopadu 1998 | [ 6 ]  |
| Chris Armstrong     | Tottenham Hotspur | Everton           | 4:1 (D) | 28. prosince 1998  | [ 7 ]  |
| Darren Huckerby     | Coventry City     | Nottingham Forest | 4:0 (D) | 9. ledna 1999      | [ 8 ]  |
| Robbie Fowler       | Liverpool         | Southampton       | 7:1 (D) | 16. ledna 1999     | [ 9 ]  |
| Dwight Yorke        | Manchester United | Leicester City    | 6:2 (H) | 16. ledna 1999     | [ 10 ] |
| Ole Gunnar Solskjær | Manchester United | Nottingham Forest | 8:1 (H) | 6. února 1999      | [ 11 ] |
| Nicolas Anelka      | Arsenal           | Leicester City    | 5:0 (D) | 20. února 1999     | [ 12 ] |
| Kevin Campbell      | Everton           | West Ham United   | 6:0 (D) | 8. května 1999     | [ 13 ] |

Poznámky
4 Hráč vstřelil 4 góly
(D) – Domácí tým
(H) – Hostující tým

#### Nejlepší asistenti
|     | Hráč                    | Klub                          | Asistence |
| --- | ----------------------- | ----------------------------- | --------- |
| 1.  | Dennis Bergkamp         | Arsenal                       | 13        |
| 1.  | Jimmy Floyd Hasselbaink | Leeds United                  | 13        |
| 3.  | David Beckham           | Manchester United             | 11        |
| 3.  | Eyal Berkovic           | West Ham United               | 11        |
| 3.  | Steve Guppy             | Leicester City                | 11        |
| 3.  | Dwight Yorke            | Aston Villa/Manchester United | 11        |
| 7.  | David Ginola            | Tottenham Hotspur             | 10        |
| 8.  | Darren Anderton         | Tottenham Hotspur             | 9         |
| 8.  | Harry Kewell            | Leeds United                  | 9         |
| 10. | James Beattie           | Southampton                   | 7         |
| 10. | Ian Harte               | Leeds United                  | 7         |
| 10. | Don Hutchison           | Everton                       | 7         |
| 10. | Matthew Le Tissier      | Southampton                   | 7         |
| 10. | Paul Scholes            | Manchester United             | 7         |

### Čistá konta

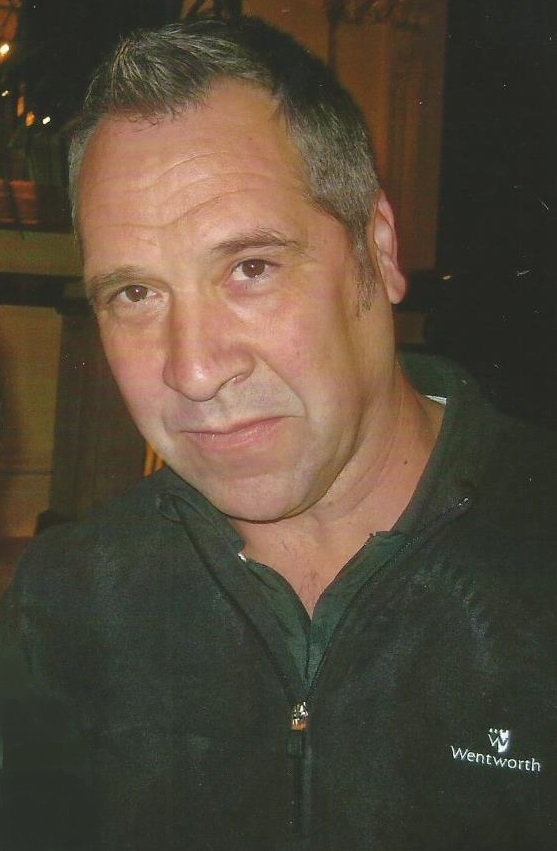
David Seaman udržel v sezóně 1998/99 nejvíce čistých kont (19), a to v dresu Arsenalu.

|     | Hráč             | Klub                | Čistá konta |
| --- | ---------------- | ------------------- | ----------- |
| 1.  | David Seaman     | Arsenal             | 19          |
| 2.  | Shaka Hislop     | West Ham United     | 15          |
| 3.  | Thomas Myhre     | Everton             | 14          |
| 4.  | Ed de Goey       | Chelsea             | 13          |
| 4.  | Nigel Martyn     | Leeds United        | 13          |
| 4.  | Mark Schwarzer   | Middlesbrough       | 13          |
| 7.  | Kasey Keller     | Leicester City      | 12          |
| 8.  | Peter Schmeichel | Manchester United   | 11          |
| 9.  | Mark Bosnich     | Aston Villa         | 9           |
| 10. | Magnus Hedman    | Coventry City       | 7           |
| 10. | Paul Jones       | Southampton         | 7           |
| 10. | Pavel Srniček    | Sheffield Wednesday | 7           |
| 10. | Neil Sullivan    | Wimbledon           | 7           |
| 10. | Ian Walker       | Tottenham Hotspur   | 7           |

### Disciplína

#### Hráči
- Nejvíce žlutých karet: 11[16]
  -  Mark Hughes (Southampton)

- Nejvíce červených karet: 2[17]
  -  Nikolaos Dabizas (Newcastle United)
  -  Martin Keown (Arsenal)
  -  Emmanuel Petit (Arsenal)
  -  Richard Rufus (Charlton Athletic)
  -  Tim Sherwood (Blackburn Rovers/Tottenham Hotspur)

#### Klub
- Nejvíce žlutých karet: 91[18]
  - Everton

- Nejvíce červených karet: 8[19]
  - Blackburn Rovers

## Ocenění

### Měsíční
| Měsíc    | Manager of the Month | Manager of the Month | Player of the Month | Player of the Month |
| Měsíc    | Trenér               | Klub                 | Hráč                | Klub                |
| -------- | -------------------- | -------------------- | ------------------- | ------------------- |
| Srpen    | Alan Curbishley      | Charlton Athletic    | Michael Owen        | Liverpool           |
| Září     | John Gregory         | Aston Villa          | Alan Shearer        | Newcastle United    |
| Říjen    | Martin O'Neill       | Leicester City       | Roy Keane           | Manchester United   |
| Listopad | Harry Redknapp       | West Ham United      | Dion Dublin         | Aston Villa         |
| Prosinec | Brian Kidd           | Blackburn Rovers     | David Ginola        | Tottenham Hotspur   |
| Leden    | Alex Ferguson        | Manchester United    | Dwight Yorke        | Manchester United   |
| Únor     | Alan Curbishley      | Charlton Athletic    | Nicolas Anelka      | Arsenal             |
| Březen   | David O'Leary        | Leeds United         | Ray Parlour         | Arsenal             |
| Duben    | Alex Ferguson        | Manchester United    | Kevin Campbell      | Everton             |

### Roční ocenění
| Ocenění                              | Vítěz          | Klub              |
| ------------------------------------ | -------------- | ----------------- |
| Premier League Manager of the Season | Alex Ferguson  | Manchester United |
| Premier League Player of the Season  | Dwight Yorke   | Manchester United |
| PFA Players' Player of the Year      | David Ginola   | Tottenham Hotspur |
| PFA Young Player of the Year         | Nicolas Anelka | Arsenal           |
| Hráč roku dle FWA                    | David Ginola   | Tottenham Hotspur |

| PFA Team of the Year | PFA Team of the Year              | PFA Team of the Year             | PFA Team of the Year          | PFA Team of the Year             |
| -------------------- | --------------------------------- | -------------------------------- | ----------------------------- | -------------------------------- |
| Brankář              | Nigel Martyn (Leeds United)       | Nigel Martyn (Leeds United)      | Nigel Martyn (Leeds United)   | Nigel Martyn (Leeds United)      |
| Obránci              | Gary Neville (Manchester United)  | Sol Campbell (Tottenham Hotspur) | Jaap Stam (Manchester United) | Denis Irwin (Manchester United)  |
| Záložníci            | David Beckham (Manchester United) | Emmanuel Petit (Arsenal)         | Patrick Vieira (Arsenal)      | David Ginola (Tottenham Hotspur) |
| Útočníci             | Dwight Yorke (Manchester United)  | Dwight Yorke (Manchester United) | Nicolas Anelka (Arsenal)      | Nicolas Anelka (Arsenal)         |

## Vítěz
| Premier League 1998/99 Manchester United (5. titul) |